# Іван Камбар
Іван Камбар  (ісп. Iván Cambar, 29 грудня 1983) — кубинський важкоатлет, олімпійський медаліст.

## Виступи на Олімпіадах
| Олімпіада   | Вагова категорія | Місце |
| ----------- | ---------------- | ----- |
| Пекін 2008  | середня          | 6     |
| Лондон 2012 | 77 кг            | 3     |

## Зовнішні посилання
- Досьє на sport.references.com [Архівовано 14 грудня 2012 у Wayback Machine.]